# 1696

## Esdeveniments
Països Catalans
- Barcelona: Publicació del Gazophylacium Catalano-Latinum, un diccionari català-llatí

Resta del món

## Naixements
Països Catalans
Resta del món
- 5 de març - Venècia (el Vèneto, Itàlia): Giovanni Battista Tiepolo, pintor italià (m. 1770).[1]
- 10 d'octubre - Guilin, Guangxi (Xina): Chen Hongmou, polític, acadèmic i polític xinès (m. 1771).[2]

## Necrològiques
Països Catalans
- 21 de gener, Benigànim, La Vall d'Albaida: Agnès de Benigànim, religiosa valenciana venerada com a beata per l'Església catòlica (n. 1625).[3]
- Ripoll: Gispert d'Amat i Desbosc de Sant Vicenç, president de la Generalitat de Catalunya.

Resta del món
- 11 de gener - Sault Ste. Marie (Canadà): Charles Albanel, missioner i sacerdot jesuïta.
- 17 d'abril - Castell de Grignan, França: Marquesa de Sévigné, escriptora francesa (n. 1626).[4]
- 16 de maig - Madrid: Marianna d'Àustria, arxiduquessa d'Àustria, reina consort de la Monarquia Hispànica i regent (n. 1634).[5]
- 17 de juny - Palau de Wilanów, Varsòvia: Joan III Sobieski, rei de la Mancomunitat de Polònia-Lituània des de 1674 fins a la seva mort (n. 1629).[6]
- 16 de setembre - Lieja (principat de Lieja): Lambert Pietkin, sacerdot i compositor.
- 3 d'octubre - Hangzhou (Xina): Prospero Intorcetta, jesuïta italià, missioner a la Xina (n. 1625).[7]
- 21 de desembre - París: Louise Moillon, pintora francesa de l'època barroca, especialista en natures mortes (n. 1610).[8]